# Cantagalo (São Tomé e Príncipe)
Cantagalo é um distrito de São Tomé e Príncipe. Tem cerca de 17 mil habitantes e ocupa uma superfície de 119 km².

## Demografia
Histórico da população
- 1940 7.854 (12,9% da população nacional)
- 1950 8.568 (14,2 da população nacional)
- 1960 9.758 (15,2% da população nacional)
- 1970 9.697 (13,1% da população nacional)
- 1981 10.435 (10,8% da população nacional)
- 1991 11.433 (9,7% da população nacional)
- 2001 13.258 (9,6% da população nacional)
- 2012 17.169 (9,6% da população nacional)[1]

|                        | Norte: Mé-Zóchi |                         |
| Oeste: Mé-Zóchi e Caué | Cantagalo       | Leste: Oceano Atlântico |
|                        | Sul: Caué       |                         |